# سوسانا هاویستو
سوساننا هاویستُ (فنلاندی: Susanna Haavisto؛ زادهٔ ۲۰ اکتبر ۱۹۵۷، هلسینکی) بازیگر زن و خوانندهٔ فنلاندی است. او دختر یوککا هاویستُ آهنگساز و نوازندهٔ فنلاندی و خواهر نوازندگان اُللی و یاننه هاویستو است.
او در چندین فیلم سینمایی و تلویزیونی بازی کرده‌است. وی در سال ۱۹۸۰ سفیر ملی یونیسف بود.

## فیلم‌شناسی
- Arctic Circle (TV series, 2018)
- Kymmenen riivinrautaa (2002)
- Ripa ruostuu (1993)
- Mestari (1992)
- Vääpeli Körmy ja marsalkan sauva (1990)
- Ariel (1988)
- Kuningas lähtee Ranskaan (1986)
- Aidankaatajat eli heidän jälkeensä vedenpaisumus (1982)
- Läpimurto (1981)
- Prologi (1980)